# Дрозин, Юрий Николаевич
Юрий Николаевич Дрозин (укр. Юрій Миколайович Дрозін; род. 27 сентября 1955, Харьков) — советский, украинский и российский ватерполист и тренер. Мастер спорта СССР. Заслуженный тренер Украины.
Выпускник Харьковского государственного педагогического института (факультет химии и биологии) и Симферопольского государственного университета (факультет физического воспитания).
Начал заниматься водным поло в Харькове, где в 1974 году стал игроком «Динамо», выступавшем в чемпионате СССР. В 1975 году стал чемпионом Европы среди юношей (до 19 лет) на турнире в Швеции. По инициативе Давида Смагоринского перебрался в Севастополь, где стал игроком местной ватерпольной команды.
С 1983 по 1991 год являлся главным тренером севастопольской ватерпольной команды Черноморского флота, выступавшей в высшей советской лиге. В 1990—1991 годах был тренером второй сборной СССР по водному поло. С 1992 по 1999 год занимал пост главного тренера главного тренера севастопольской ватерпольной команды, которая играла в чемпионате Украины. Одновременно с этим возглавлял сборную Украины по водному поло. Возглавлял украинскую команду на Олимпийских играх 1996 года в Атланте, где его подопечные заняли последнее 12 место.
Впоследствии, в период с 2000 по 2013 год (с перерывами), работал в Аравийском полуострове, где тренировал сборную Саудовской Аравии и возглавлял клубы из Кувейта и Саудовской Аравии. В частности тренировал саудовские «Аль-Кадиссия» И «Аль-Иттихад» (Джидда). Среди его достижений была победа на чемпионате Азии среди юниоров и бронза в Кубке Азии и на играх Исламской солидарности. Являлся менеджером по развитию водного поло в Саудовской Аравии (2014—2016).
С 2017 года — исполнительный директор Федерации водного поло Республики Крым. По состоянию на 2024 год входил в тренерский штаб юношеской сборной России по водному поло.